# Matthias Pulsfort
Matthias Pulsfort (* 8. Mai 1955) ist ein deutscher Bauingenieur und Hochschullehrer.

## Leben und Werk
Pulsfort besuchte das Gymnasium Johanneum in Lüneburg, an dem er 1973 das Abitur ablegte. Er studierte Bauingenieurwesen an der Technischen Universität Berlin mit ausgezeichnetem Abschluss als Diplom-Ingenieur. 1986 promovierte er mit Auszeichnung an der Bergischen Universität Wuppertal.
Sein Arbeitsgebiet in Forschung, Lehre und Anwendung ist die Geotechnik. Zum April 1994 wurde er auf die Professur für Geotechnik an der Bergischen Universität Wuppertal berufen, im März 2022 pensioniert. Neben seiner Tätigkeit als Hochschullehrer ist er Gesellschafter und Geschäftsführer der 1987 gegründeten IGW Ingenieurgesellschaft für Geotechnik Wuppertal mbH und Gesellschafter der 2002 gegründeten
Ingenieurgesellschaft für Spezialtiefbau mbH Pulsfort, Waldhoff, Kremer und Müller. Die IGW erstellte 2023 den geotechnischen Vorbericht für den Bau einer Hängebrücke über die Wupper in Wuppertal-Elberfeld
(„Wupperpforte“) zur Bundesgartenschau 2031.

## Ehrungen
- Festliches Symposium anlässlich des 60. Geburtstages am 8. Mai 2015[7]
- Uni@home Sonderlehrpreis 2020[8]

## Veröffentlichungen (Auswahl)
- Matthias Pulsfort: Untersuchungen zum Tragverhalten von Einzelfundamenten neben supensionsgestützten Erdwänden begrenzter Länge. Dissertation, Bergische Universität Wuppertal 1986, ISBN 978-3-925795-04-6.
- Markus Herten, Matthias Pulsfort: Determination of spatial earth pressure on circular shaft constructions. Granular Matter 2, 1–7 (1999). DOI:10.1007/s100350050028
- Hans-Gerd Haugwitz, Matthias Pulsfort: Pfahlwände, Schlitzwände, Dichtwände. In: Karl Josef Witt (Hrsg.), Grundbau-Taschenbuch Teil 3: Gründungen und geotechnische Bauwerke. Ernst & Sohn, Berlin 2018. DOI:10.1002/9783433607350.ch7
- Rowena Verst, Wolfgang Lieske, Wiebke Baille, Matthias Pulsfort, Torsten Wichmann: On the applicability of viscosity-based capillary bundle concepts to predict the penetration behaviour of polymer solutions into sand. Acta Geotechnica 17, 497–510 (2022). DOI:10.1007/s11440-021-01225-6
- Rowena Verst, Matthias Pulsfort: Wirkungsweise von polymerbasierten Stützflüssigkeiten im Tunnelbau. In: Taschenbuch für den Tunnelbau 2022: Kompendium der Tunnelbautechnologie - Planungshilfe für den Tunnelbau. Ernst & Sohn, Berlin 2022. DOI:10.1002/9783433611043.ch7
- Hanna Nissen, Matthias Pulsfort, Markus Herten: In-situ-Messungen zum Verlauf des Frischbetondrucks in Bohrpfählen und Schlitzwänden. In: Herten, Markus (Hg.): Beiträge zum 13. RuhrGeo-Tag 2024: Zement in der Geotechnik – noch zeitgemäß? Berichte des Lehr- und Forschungsgebiets Geotechnik 40, S. 55–66. Bergische Universität Wuppertal 2024.